# هرگز نبودن بهتر است
هرگز نبودن بهتر است: گزند به‌وجود آمدن (به انگلیسی: Better Never to Have Been: The Harm of Coming into Existence) کتابی از دیوید بناتار، فیلسوف اهل آفریقای جنوبی است. دیوید بناتار بیشتر با دیدگاه‌های مرتبط با تولدستیزی و بدبینی شناخته شده‌است. پیش از انتشار این کتاب در سال ۲۰۰۶، بناتار در مقاله‌ای در سال ۱۹۹۷ با عنوان «چرا بهتر است هرگز به وجود نیاییم» توضیحاتی را در مورد آنچه در نهایت به مفاهیم اصلی کتاب تبدیل شد، ارائه داد.

## خلاصه
هرگز نبودن بهتر است مستقیماً با فلسفه تولدستیزی بناتار مربوط است: والدین با به‌دنیا آوردن فرزندان به آنها آسیب می‌زنند و به وجود آوردن فرزند به معنای اشتباه والدین است، به این معنی که درنتیجه تولد، تمام زندگی بشر در یک حالت طولانی مدت درد و آسیب قرارمی‌گیرد. وی با دو مفهوم به این نتیجه می‌رسد: عدم تقارن لذت و درد و این مفهوم که تخمین کیفیت زندگی بشر اتکا ناپذیر است. این مفاهیم ستیز و تقلای بیهوده و بدون دلیلی که ریشه در ادامه حیات دارد و نیز دردی را نشان می‌دهند که به باور بناتار به سادگی با عدم وجود داشتن می‌توان از آن اجتناب کرد. این ستیز و عوامل متضاد با ادامه حیات انسان‌ها و رشد آن‌ها طی نسل‌های متمادی به‌طور فزاینده ای پیچیده‌تر می‌شوند، و متعاقباً برای بناتار، این عیب حیات تعمدی انسان است: این ستیز و دشواری محض که در وجود ادامه‌دار حیات انسان ریشه دارد، و نبود هیچ توجیه اخلاقی برای آن، منجر به نتیجه‌گیری او مبنی بر اینکه «هرگز نبودن، بهتر است» شده‌است.

### عدم تقارن لذت و درد
بناتار درباره آنچه که او عدم تقارن لذت و درد می‌نامد، می‌نویسد:
1. نبود درد خوب است، حتی اگر کسی از این خوبی لذت نبرد، در حالی که
2. نبود لذت بد نیست مگر اینکه کسی باشد که این نبود لذت برای او یک محرومیت است.[۲]

دلیل او برای این دیدگاه این است که نبود لذت فقط زمانی مضر است که درد همچنان وجود داشته باشد؛ بنابراین اگر اصلاً وجود نداشته باشیم نه لذت و نه درد را تجربه خواهیم کرد که این خود کامیابی برتر است. وی در مورد بی فرزندی می‌نویسد: «دلیل اینکه ما از عدم موفقیت خود در به وجود آوردن کسی ابراز تأسف نمی‌کنیم این است که لذت‌های غایب بد نیستند.» علاوه بر این، اگر قرار است لذت از طریق درد حاصل شود، دردی را که از آن ناشی شده‌است، تحت‌الشعاع قرار نمی‌دهد. در عوض این عدم تقارن بین لذت و درد را بیشتر برقرار می‌کند، و باز هم به نتیجه‌گیری می‌رسد که بهتر است اصلاً کسی به‌دنیا آورده نشود، که این عدم تقارن ادامه نیابد.

## برخورد انتقادی
یوجین ناگاساوا در بررسی خود، این سؤال را مطرح کرد که چرا بناتار هرگز نبودن بهتر است را به جای یک معمای فلسفی غیرشهودی به‌عنوان یک تز مثبت مطرح کرده‌است. ناگاساوا گفته که به این دلیل نمی‌تواند خواندن این کتاب را توصیه کند. دیوید دگرازیا تکذیب ادله بناتار را در سال ۲۰۱۰ منتشر کرد. دگرازیا علیرغم اختلاف نظر با موضع بناتار، از این کتاب تمجید کرد. بناتار در سال ۲۰۱۳ در مقاله «هنوز هرگز نبودن بهتر است: پاسخ به (بیشتر) منتقدان من» به منتقدان کتاب پاسخ داد.

## در فرهنگ عامه
به گفته نیک پیتزولاتو، خالق کارآگاه حقیقی، از کتاب هرگز نبودن بهتر است برای خلق شخصیت راست کوهل الهام گرفته شده‌است.